# Zealot (cómic)
Zealot (Thomas Philip Moreau) es un supervillano mutante del Universo Marvel.
El personaje, creado por Joe Pruett y Brandon Peterson, aparece en Magneto Rex #1-3 (mayo–julio de 1999).

## Biografía del personaje ficticio
Zealot es un mutante de la nación isla de Genosha. Es el hijo del Geniigeniero que modificó genéticamente a la población mutante de Genosha, transformándolos en una casta de esclavos en el proceso. Zealot se convirtió en un enemigo de Magneto, cuando éste recibió el control de una Genosha devastada por la guerra y emancipada por las Naciones Unidas. Zealot lideró una fuerza de rebeldes mutantes que violentamente se opusieron al gobierno de Magneto, y luchó contra Magneto, Pícara y Mercurio. Al final, Zealot fue asesinado por Magneto, que lo encerró en materia de silicato y lo lanzó al espacio.

## Poderes y habilidades
Como un terraformador, Zealot posee el poder de la terraquinesis, es decir que puede manipular psicocinéticamente el suelo, las rocas y los minerales de la tierra para diversos fines. Puede crear grandes colinas, muros de piedra u otras construcciones, como sumideros, pozos, derrumbes y (en el suelo humedecido) deslizamientos de tierra. Su habilidad de terraformación también le permite aumentar su propia fuerza, recurriendo a la misma tierra de la propia Genosha. 

## En otros medios

### Videojuegos
Zealot aparece como un jefe en el videojuego de 2005 X-Men Legends II: Rise of Apocalypse, con la voz de Armin Shimerman. Zealot aparece en el primer arco del juego donde Apocalipsis ha atacado y esclavizado Genosha. Zealot se había unido a Apocalipsis con el fin de tener el control de Genosha entregado a él después que Apocalipsis adquiera lo que busca. Él, junto con sus secuaces, custodian una puerta trasera en Genosha que Ángel descubrió y pareció ser la mejor forma de entrar en la ciudad. La puerta fue descubierta por insectos carnívoros sin mente gigantes conocidos como los Circi que fueron diseñados para el ataque a Genosha. Está en sus túneles que bordean la Zona Muerta. Zealot había creado varias trampas en los túneles, aunque el equipo logra salir de ellos y, finalmente, enfrentarse a Zealot. Después de derrotar a Zealot, el equipo consigue acceso a la puerta.
- Datos: Q21074570